# 費禕墓
費禕墓位於四川省廣元市昭化區，文物遺址年代判定為三國。2007年6月1日公佈為四川省第七批文物保護單位。